# وزارت گردشگری و ورزش (کرواسی)
وزارت گردشگری و ورزش (به کرواتی: Ministarstvo turizma i sporta) یک وزارتخانه در دولت کرواسی است که مسئولیت توسعه گردشگری کشور را برعهده دارد.